# Irene Lentz
Irene Lentz (verh. Irene Gibbons; * 8. Dezember 1900 in Baker, Montana, USA; † 15. November 1962 in Los Angeles, Kalifornien, USA) war eine US-amerikanische Kostümbildnerin, deren Erwähnung im Abspann meist Irene war.

## Leben

### Frühe Jahre
Irene Lentz kam schon in der Stummfilmzeit zum Film. 1921 begann sie als Schauspielerin in Slapstick-Komödien an der Seite von Mack Sennett, Ben Turpin und Billy Bevan zu arbeiten. Den Regisseur ihres ersten Films, F. Richard Jones, heiratete sie 1929. Doch schon im Dezember 1930 verstarb ihr Mann an den Folgen einer Tuberkulose-Erkrankung.

### Filmkarriere
Irene Lentz, die schon in jungen Jahren das Nähen erlernt hatte, eröffnete eine kleine Boutique mit ihren eigenen Entwürfen. Der Erfolg führte zu einer Anstellung in einer angesehenen Modeboutique, zu deren Klienten auch Stars aus Hollywood zählten. Schon bald wurde die Filmindustrie auf die junge Designerin aufmerksam. Unabhängige Studios wandten sich an sie, die Kostüme für einige Produktionen zu entwerfen. Von nun an nannte sie sich nur noch Irene. 1933 arbeitete sie das erste Mal für eine Filmproduktion. 1937 fanden ihre  Kostüme für Ginger Rogers in dem Musical Tanz mit mir! großen Anklang. Dies führte dazu, dass sie nun vermehrt auch für große Studios tätig wurde. Irene fertigte die Kostüme u. a. für Marlene Dietrich, Jean Arthur, Carole Lombard, Merle Oberon und Deborah Kerr.
Durch ihre Arbeit lernte sie den Schriftsteller Eliot Gibbons kennen und heiratete ihn 1936. Ihr Mann war der Bruder des preisgekrönten Filmausstatters Cedric Gibbons. Durch den Einfluss des Ausstatters konnte Irene zur MGM wechseln. Hier wurde sie Leiterin der Kostüm-Abteilung des Studios, wobei ihre Avantgarde-Kreationen für Lana Turner besonders gelobt wurden. Folgerichtig wurde sie 1949 für den Oscar nominiert.
Die Arbeit mit ihrem mächtigen und als arrogant geltenden Schwager und auch die Ehe mit Eliot waren für Irene trotz aller Erfolge nicht leicht. Sie verließ 1950 die MGM um ein eigenes Modehaus zu eröffnen. Zehn Jahre blieb sie der Filmindustrie fern. Erst ihre Freundin Doris Day konnte sie überreden, nochmals zum Film zurückzukehren. Daraufhin stellte sich wieder der alte Erfolg ein. Ihre Arbeit an Doris Days Kostümen bei dem Thriller Mitternachtsspitzen brachte ihr die zweite Oscarnominierung ein. 1962 zog sie sich vollends vom Filmgeschäft zurück.

### Tod
Am 15. November 1962 verübte Irene Lentz im Knickerbocker Hotel in Los Angeles Suizid. Die nunmehr 62-Jährige versuchte zuerst, sich die Pulsadern aufzuschneiden. Als dies nicht gelang, sprang sie gegen 15 Uhr nachmittags aus dem Badezimmerfenster. Ihre Leiche wurde erst am  Abend auf dem Vordach der Lobby entdeckt.

## Filmografie (Auswahl)
- 1933: Carioca (Flying Down to Rio)
- 1937: Scheidung auf amerikanisch (The Gay Divorcee)
- 1937: Topper – Das blonde Gespenst (Topper)
- 1938: Lebenskünstler (You Can’t Take It With You)
- 1939: Enthüllung um Mitternacht (Midnight)
- 1939: Nur dem Namen nach (In Name Only)
- 1939: Die grüne Hölle (Green Hell)
- 1940: Ihr erster Mann (Waterloo Bridge) ungenannt
- 1940: Glückspilze (Lucky Partners)
- 1940: Das Haus der sieben Sünden (Seven Sinners)
- 1941: Mr. und Mrs. Smith (Mr. and Mrs. Smith)
- 1941: Reich wirst du nie (You'll Never Get Rich) ungenannt
- 1942: Sechs Schicksale (Tales of Manhattan)
- 1942: Sein oder Nichtsein (To Be or Not to Be)
- 1942: Du warst nie berückender (You Were Never Lovelier)
- 1942: Zeuge der Anklage (The Talk of the Town)
- 1942: Ein Kuß zuviel (They All Kissed the Bride)
- 1942: Reunion in France
- 1942: Fräulein Mama (The Lady Is Willing)
- 1943: Madame Curie
- 1943: Gefährliche Flitterwochen (Above Suspicion)
- 1943: Kampf in den Wolken (A Guy Named Joe)
- 1944: Das Haus der Lady Alquist (Gaslight)
- 1944: Laurel und Hardy: Die Leibköche seiner Majestät (Nothing But Trouble)
- 1944: Das siebte Kreuz (The Seventh Cross)
- 1944: Das Gespenst von Canterville (The Canterville Ghost)
- 1944: Dreißig Sekunden über Tokio (Thirty Seconds Over Tokyo)
- 1944: Heimweh nach St. Louis (Meet Me in St. Louis)
- 1944: Drachensaat (Dragon Seed)
- 1944: Kleines Mädchen, großes Herz (National Velvet)
- 1945: Between Two Women
- 1945: Broadway Melodie 1950 (Ziegfeld Follies)
- 1945: Die Entscheidung (The Valley of Decision)
- 1945: Flitterwochen zu dritt (Thrill of a Romance)
- 1945: Urlaub für die Liebe (The Clock)
- 1945: Mann ohne Herz (Adventure)
- 1946. Im Netz der Leidenschaften (The Postman Always Rings Twice)
- 1946: Der unbekannte Geliebte (Undercurrent)
- 1946: Die Wildnis ruft (The Yearling)
- 1946: Ball in der Botschaft (Holiday in Mexico)
- 1946: Geheimnis des Herzens (The Secret Heart)
- 1946: Eine Falle für den Banditen (Bad Bascomb)
- 1947: Desire Me
- 1947: Dark Delusion
- 1947: Endlos ist die Prärie (The Sea of Grass)
- 1947: Der Windhund und die Lady (The Hucksters)
- 1947: Clara Schumanns große Liebe (Song of Love)
- 1947: Der beste Mann (State of the Nation)
- 1947: Bezaubernde Lippen (This Time for Keeps)
- 1947: Hoppla, hier kommt Merton! (Merton of the Movies)
- 1947: Tanz ohne Ende (The Unfinished Dance)
- 1948: B.F.’s Daughter
- 1948: Die unvollkommene Dame (Julia Misbehaves)
- 1948: Der Pirat (The Pirate)
- 1948: Osterspaziergang (Easter Parade)
- 1948: Auf einer Insel mit dir (On an Island with You)
- 1948: Geheimaktion Carlotta (The Bribe)
- 1949: Tänzer vom Broadway (The Barclays of Broadway)
- 1949: Neptuns Tochter (Neptune’s Daughter)
- 1949: Malaya
- 1949: Sumpf des Verbrechens (Scene of the Crime)
- 1950: Drohende Schatten (Shadow on the Wall)
- 1950: Drei Männer für Alison (Please Believe Me)
- 1950: Ein charmanter Flegel (Key to the City)
- 1960: Mitternachtsspitzen (Midnight Lace)
- 1961: Ein Pyjama für zwei (Lover Come Back)
- 1963: Der Kommodore (A Gathering of Eagles)

## Auszeichnungen
- 1949: Oscar-Nominierung für den Film B.F.’s Daughter
- 1961: Oscar-Nominierung für den Film Mitternachtsspitzen (Midnight Lace)
- 2005: Aufnahme in die Anne Cole Hall of Fame